# Nialamide
La nialamide è un inibitore irreversibile non selettivo delle monoaminossidasi A e B, appartenente alla classe chimica della idrazina. Viene utilizzato come antidepressivo e ansiolitico.

## Farmacocinetica
La nialamide viene ben assorbita dopo somministrazione orale e si distribuisce rapidamente nei tessuti. Il picco di concentrazione plasmatica si raggiunge nel giro di 30 minuti. Il farmaco scompare dal circolo dopo 6-8 ore. Da studi sull'eliminazione urinaria della nialamide è emerso che circa il 70-80% di farmaco viene metabolizzato e che l'attività terapeutica sarebbe legata a tali metaboliti. La percentuale di farmaco che viene biotrasformata aumenta nel caso di somministrazioni frammentate e per questo è preferibile ripartire l'assunzione della dose giornaliera in più volte.

## Tossicità
La dose letale nel topo è di 590 mg/kg per somministrazione orale, 435 mg/kg per via intraperitoneale e 120 mg/kg per via endovenosa.

## Usi clinici
La nialamide è indicata nei soggetti affetti da sindrome depressiva, sia endogena sia reattiva. Talvolta il farmaco viene anche utilizzato nella nevralgia del trigemino, nel disturbo d'ansia generalizzato e nella fobia sociale. È stata anche studiata come terapia per i soggetti alcolisti, nella vitiligine, nei soggetti affetti da dismenorrea, angina pectoris e sindrome stenoocardica, disturbi cerebrovascolari, e nella prevenzione della sordità indotta dalla streptomicina.

## Dosi terapeutiche
La posologia è strettamente individuale ed è correlata alla natura e alla gravità della sindrome da trattare. Poiché anche l'azione del farmaco è progressiva e l'effetto pieno si ottiene solo dopo un periodo di terapia di circa 3 settimane, anche la messa in atto del trattamento deve essere condotta con gradualità.
Nei pazienti depressi non ospedalizzati, la posologia iniziale raccomandata è di 150–200 mg al giorno. Tale posologia può essere mantenuta in caso di depressioni moderate.
Generalmente però la dose di mantenimento è minore e si aggira attorno ai 75–100 mg, ovviamente in funzione della risposta del paziente.

Nei pazienti ospedalizzati la dose iniziale varia da 150–200 mg fino a 300 mg al giorno. La dose può essere mantenuta, se necessario, per tutta la durata dell'ospedalizzazione. Al fine di migliorare l'efficacia terapeutica è bene suddividere la dose giornaliera in 3-4 somministrazioni. Se dopo un periodo di trattamento di 3-4 settimane il paziente non ha mostrato un miglioramento non è utile proseguire la terapia. Il dosaggio d'attacco deve essere diminuito gradualmente con decrementi di 25 mg alla volta.